# Gossau (Zurigo)
Gossau (toponimo tedesco) è un comune svizzero di 9 827 abitanti del Canton Zurigo, nel distretto di Hinwil.

## Monumenti e luoghi d'interesse

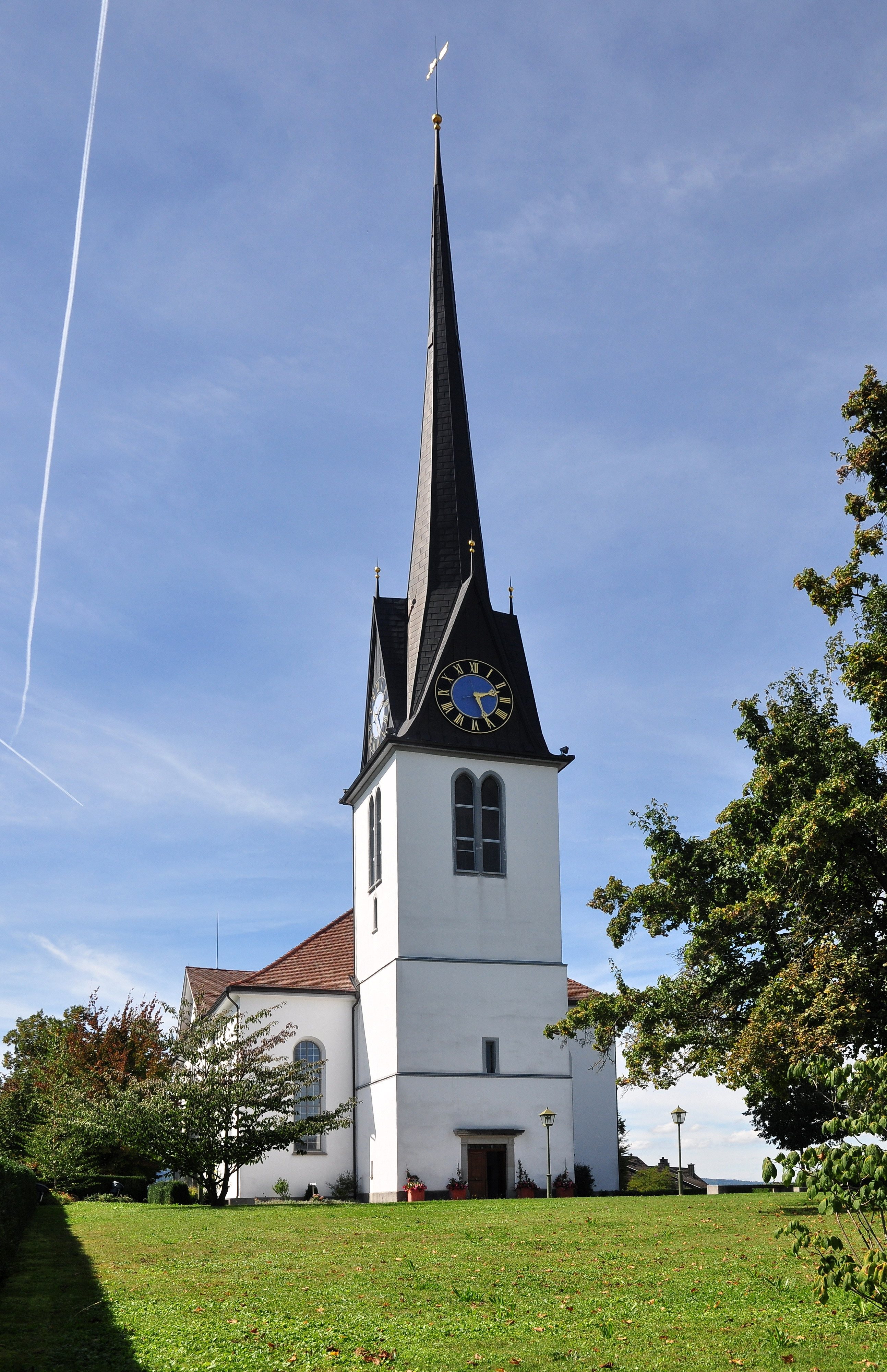
La chiesa riformata

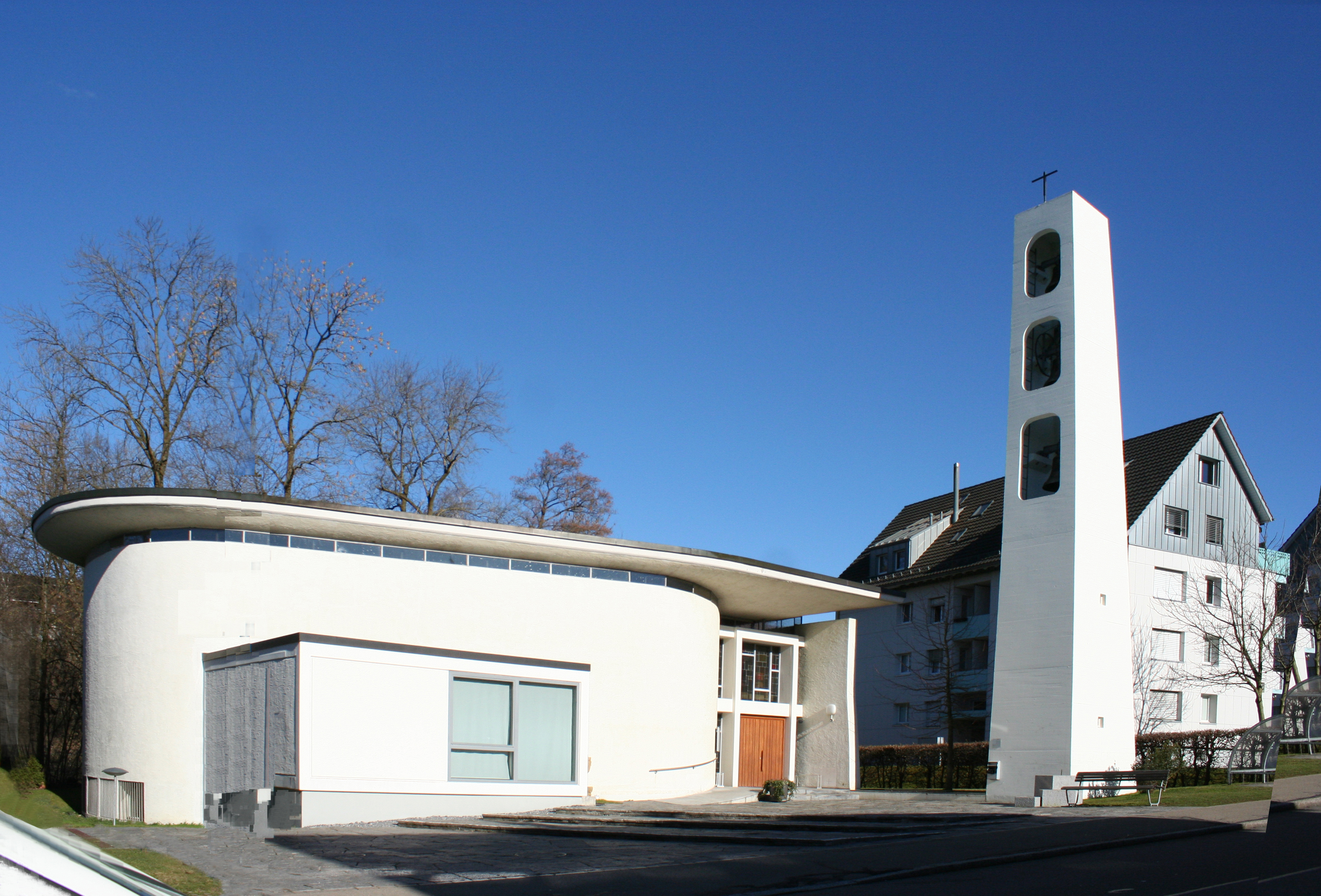
La chiesa cattolica di Maria Incoronata

- Chiesa riformata in località Berg, attestata dall'877 e ricostruita nel 1820[1];
- Chiesa cattolica di Maria Incoronata, eretta nel 1959[1].

## Società

### Evoluzione demografica
L'evoluzione demografica è riportata nella seguente tabella:
Abitanti censiti

## Geografia antropica

### Frazioni
- Bertschikon
- Gossau
  - Berg
- Grüt
- Herschmettlen
- Ottikon

## Amministrazione
Ogni famiglia originaria del luogo fa parte del cosiddetto comune patriziale e ha la responsabilità della manutenzione di ogni bene ricadente all'interno dei confini del comune.